# Dragmarpo Ri
Dragmarpo Ri – góra na granicy Nepalu i Chińskiej Republiki Ludowej.